# Елабужское городище
Ела́бужское городи́ще (тат. Алабуга шәһәрчеге, устар. Чёртово городище) — остатки укреплённого поселения на берегу реки Камы, близ города Елабуга. Первоначально было родовым убежищем одного из местных племён, обитавших в этом районе во 2-й половине I тыс. н. э. В восточной части городища находятся остатки квадратной каменной цитадели (400 м²) с четырьмя башнями, предположительно возведённой правителем Волжской Булгарии эмиром Ибрагимом в X веке.
Квадратная в плане крепость-мечеть имела по углам выступающие башни, а между башнями располагались полубашни. Длина стен между угловыми башнями — 21 метр. Южная сохранившаяся башня диаметром около 10 метров была самой крупной и выполняла смотровые функции, давая обзор вверх и вниз по течению Камы. Западная имела шестигранную форму и служила основанием минарета. Между ними полубашня имела треугольную форму и содержала в себе михраб.
Наугольная башня утраченного сооружения — каменный пустотелый цилиндр с металлической кровлей в виде низкого купола. Высота 7,1 метра, диаметр внутреннего пространства 5,7 метра. Толщина стены уменьшается от 2 метров у подошвы до 0,7 метра в верхней половине, отчего нижняя половина архитектурного объёма получает коническую форму.
Первоначальная кладка из неотёсанных камней на известковом растворе с алебастром сохранилась только с северной стороны.
В 1825 профессор Казанского университета Ф. И. Эрдман на «Чёртовом городище» застал только эту башню, остальные части сооружения были разобраны местными жителями до фундаментов. В 1844 башня рухнула, за исключением небольшого северного участка с арочным дверным проёмом и окном над ним. В 1855 г. по просьбе московского профессора К. Невоструева, Шишкин, вместе с сыном-художником, обследовал Чёртово городище и принял решение о восстановлении полуразрушенной башни. В 1867 по инициативе елабужского купца И. В. Шишкина, отца знаменитого художника, рухнувшая башня была восстановлена на старом фундаменте и покрыта железом. Четыре прямоугольных окна в верхней половине башни, ориентированные по сторонам света, относятся ко времени её реконструкции. К ней прибавлен контрфорс и верхний этаж выведен круглым, вместо шестигранного, как бы следовало; характер каменной кладки также изменён.

## Галерея

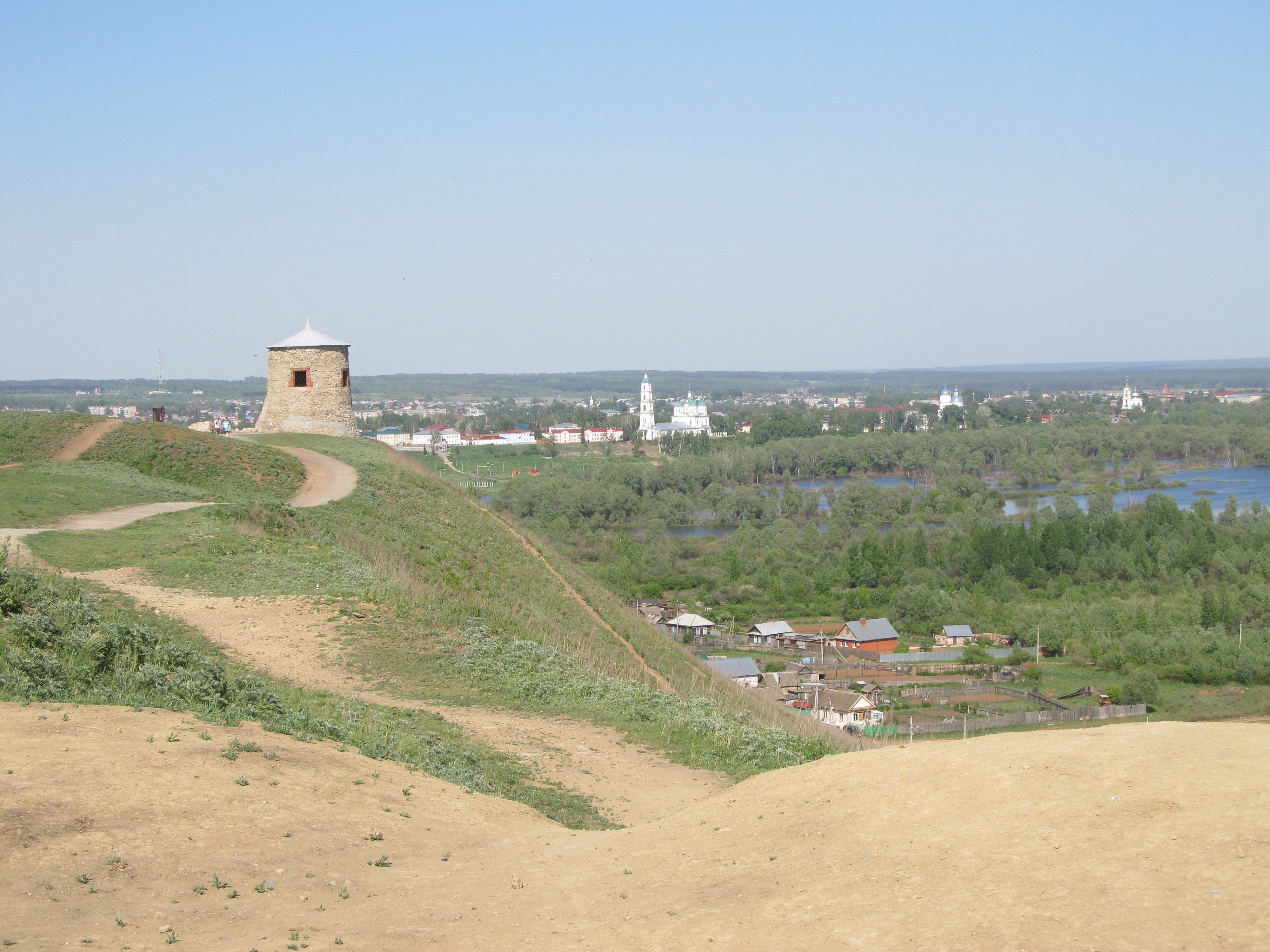
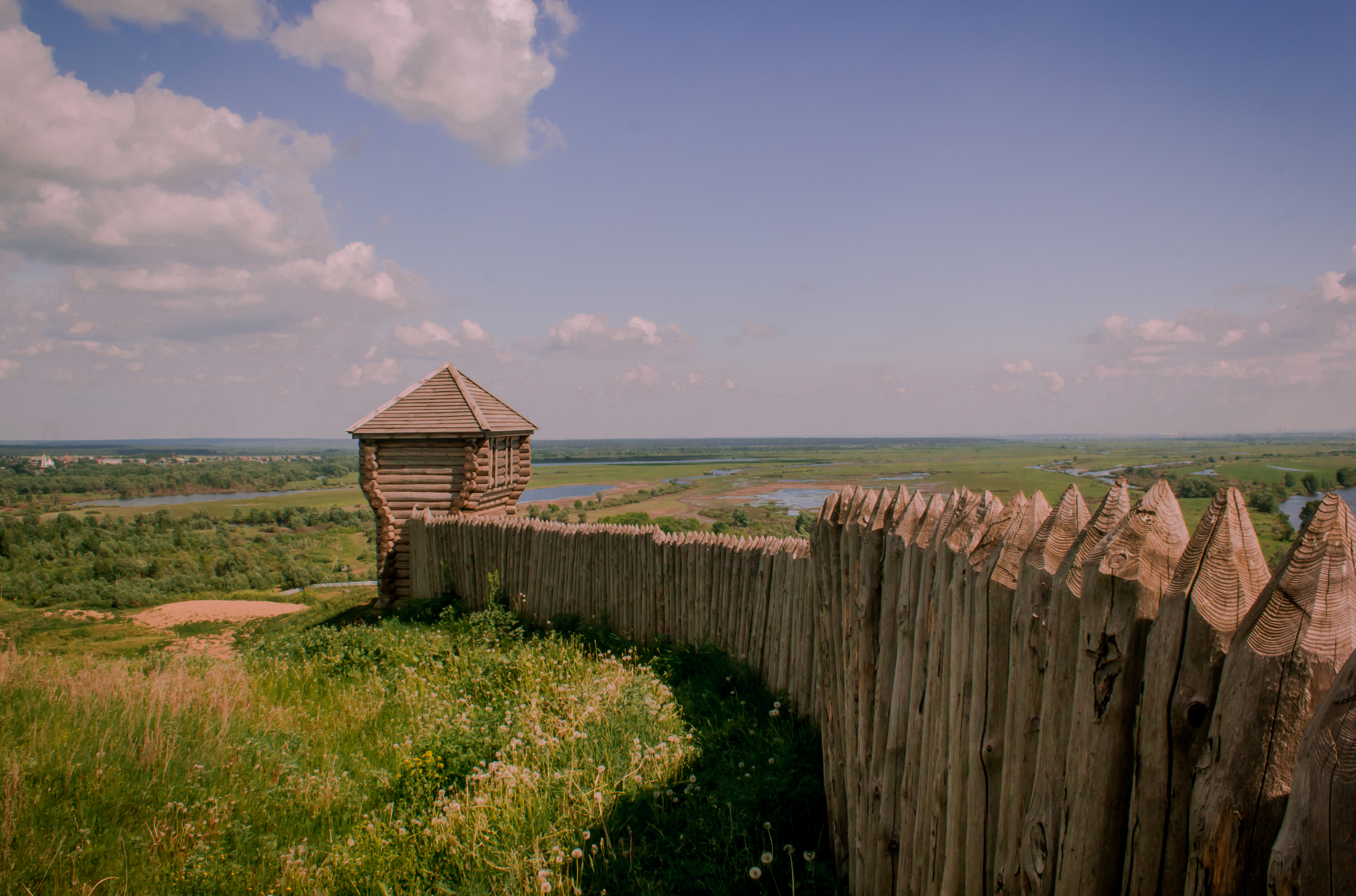
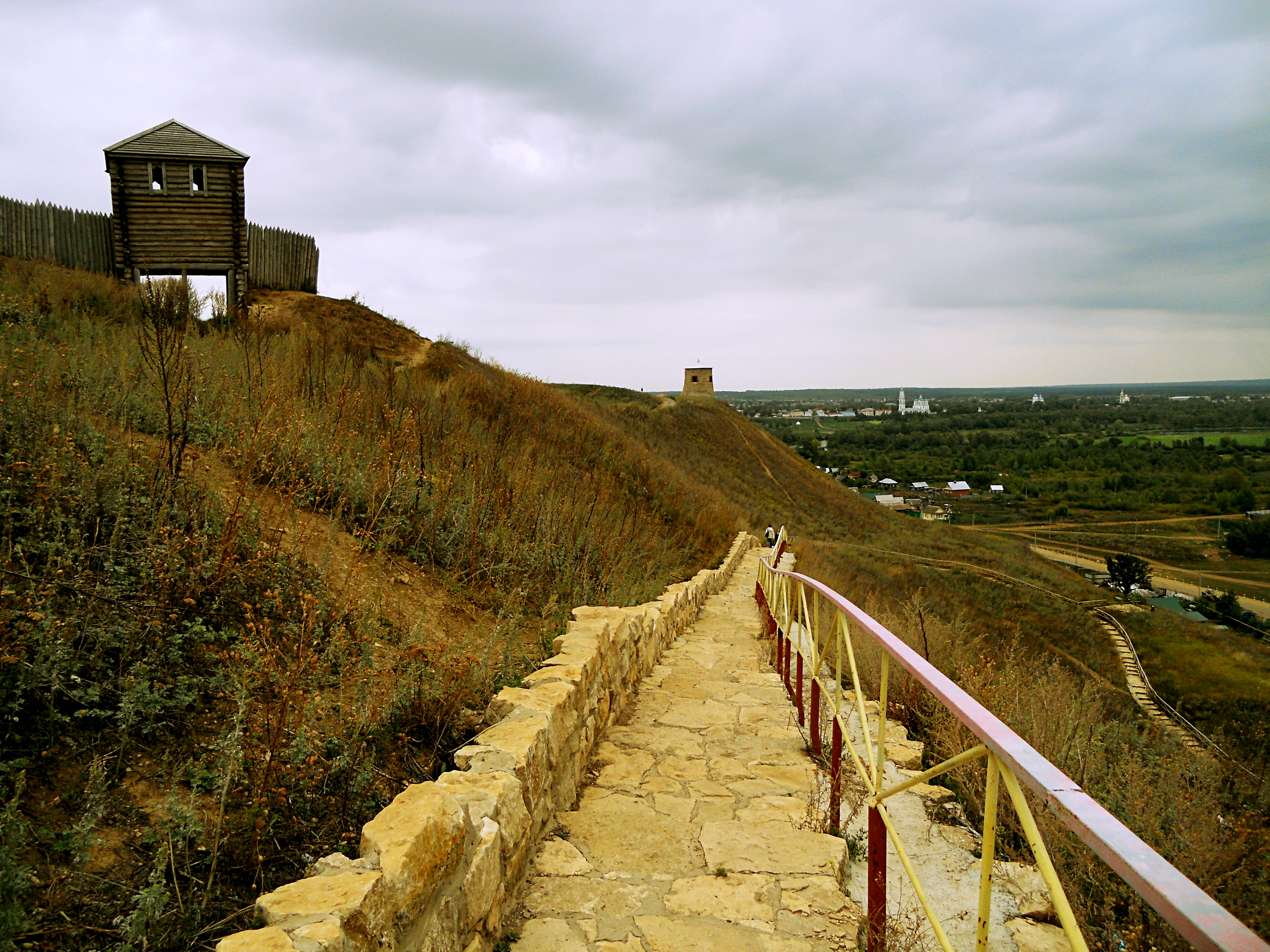
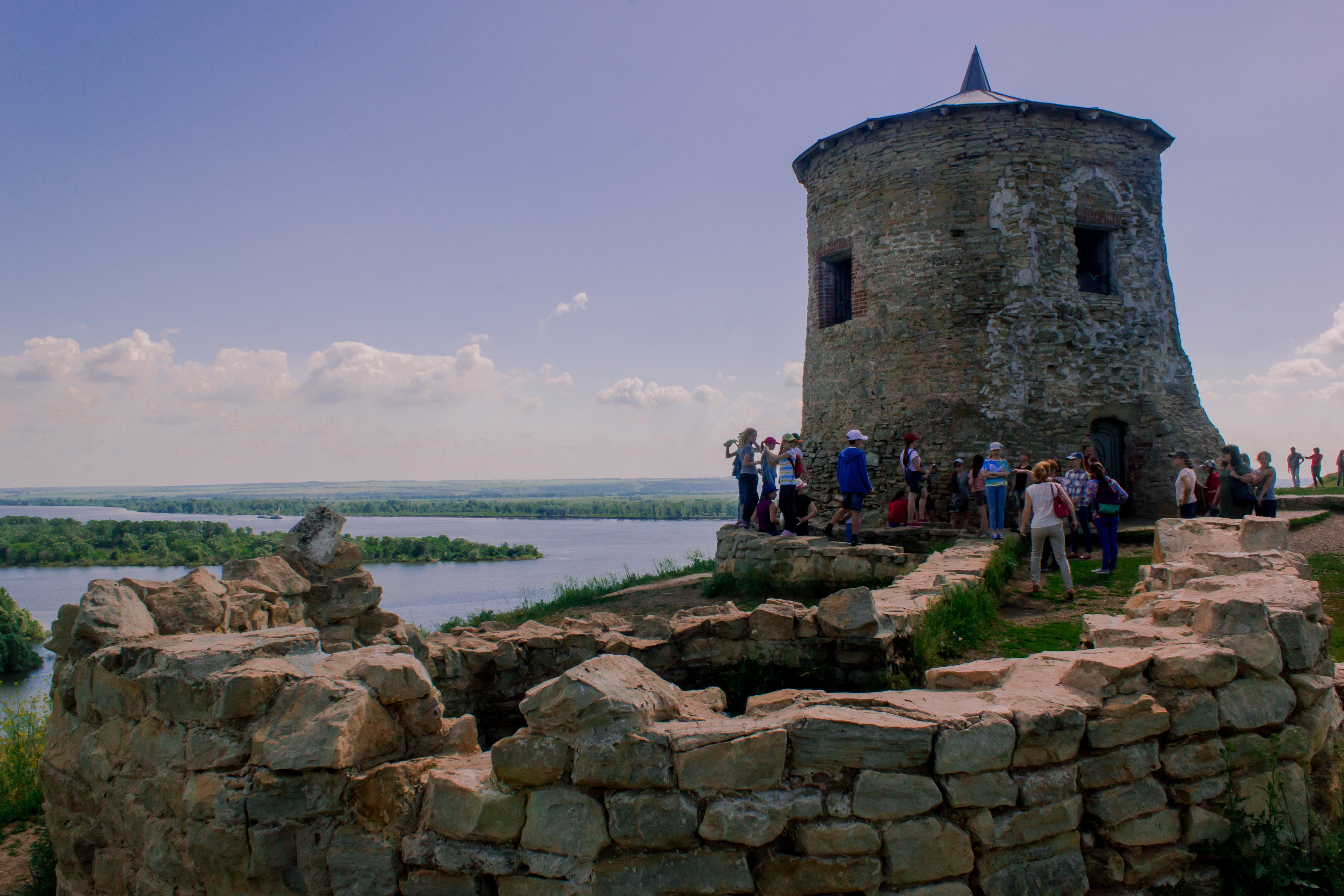